# Villa yaqui
Villa yaqui är en tvåvingeart som beskrevs av Joseph Hannum Painter 1962. Villa yaqui ingår i släktet Villa och familjen svävflugor. Inga underarter finns listade i Catalogue of Life.